# Bematistes entalis
Bematistes entalis är en fjärilsart som beskrevs av Jordan 1910. Bematistes entalis ingår i släktet Bematistes och familjen praktfjärilar. Inga underarter finns listade i Catalogue of Life.